# 北新井站
北新井站（日语：／ Kita-arai eki */?）是位於日本新潟縣妙高市，屬於越後心跳鐵道妙高躍馬線的車站。本站過去是JR東日本信越本線的車站，由新潟分社負責管轄，業務則由下設的「JR新潟商務」負責。2015年3月14日因北陸新幹線，妙高高原～直江津之間的新潟縣路段改交由越後心跳鐵道營運。
自日本國鐵設站起，已設定本站為簡易車站模式，一直以來都是無人車站，JR東日本曾在2012起為沿線無人車站設立「名譽站長」，以一批已退休的舊員工以義工形式協助車站周圍美化及臨時站務工作，但易手後，相關安排似乎未有繼續。

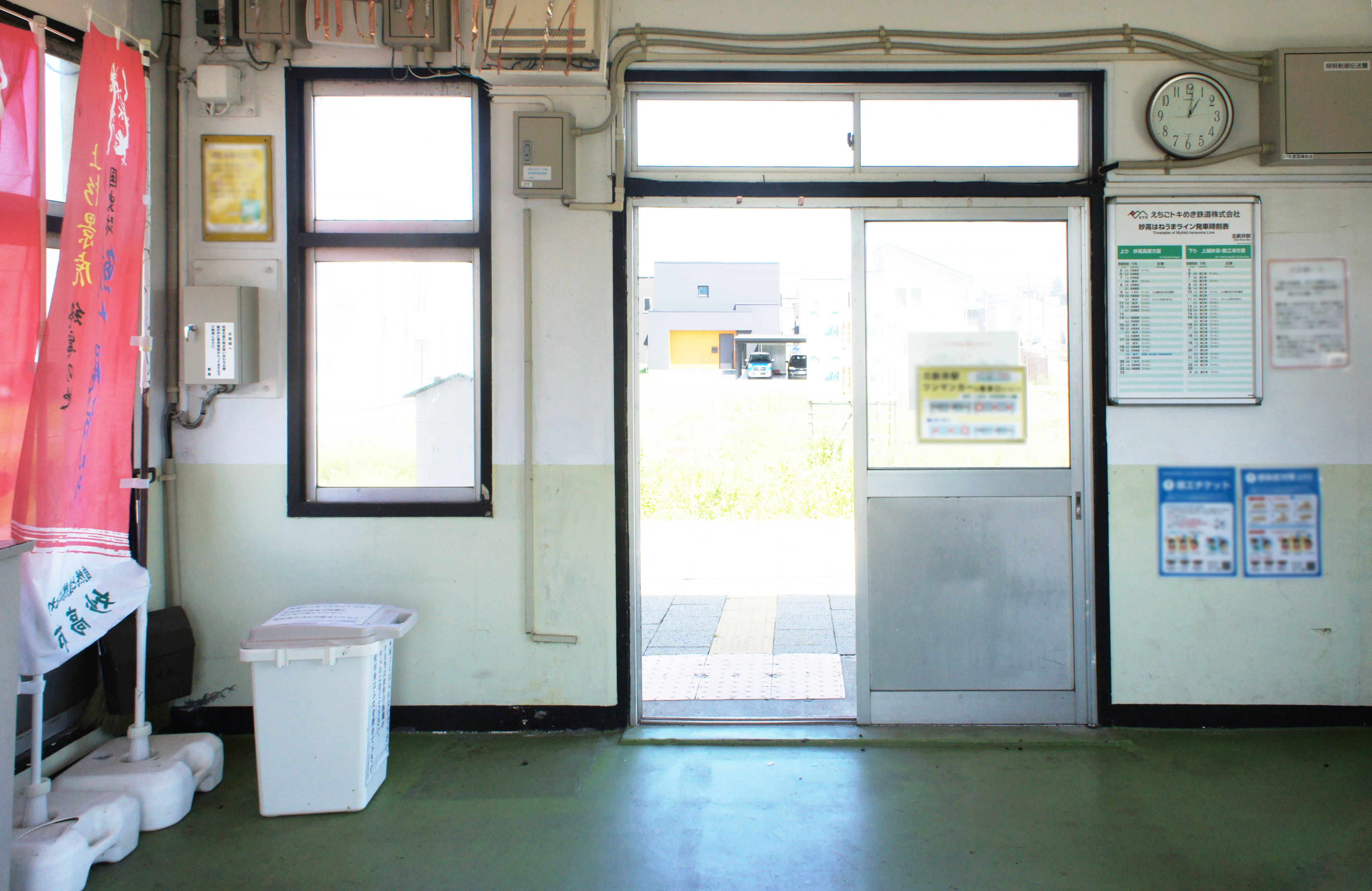
驗票口(2021年8月)

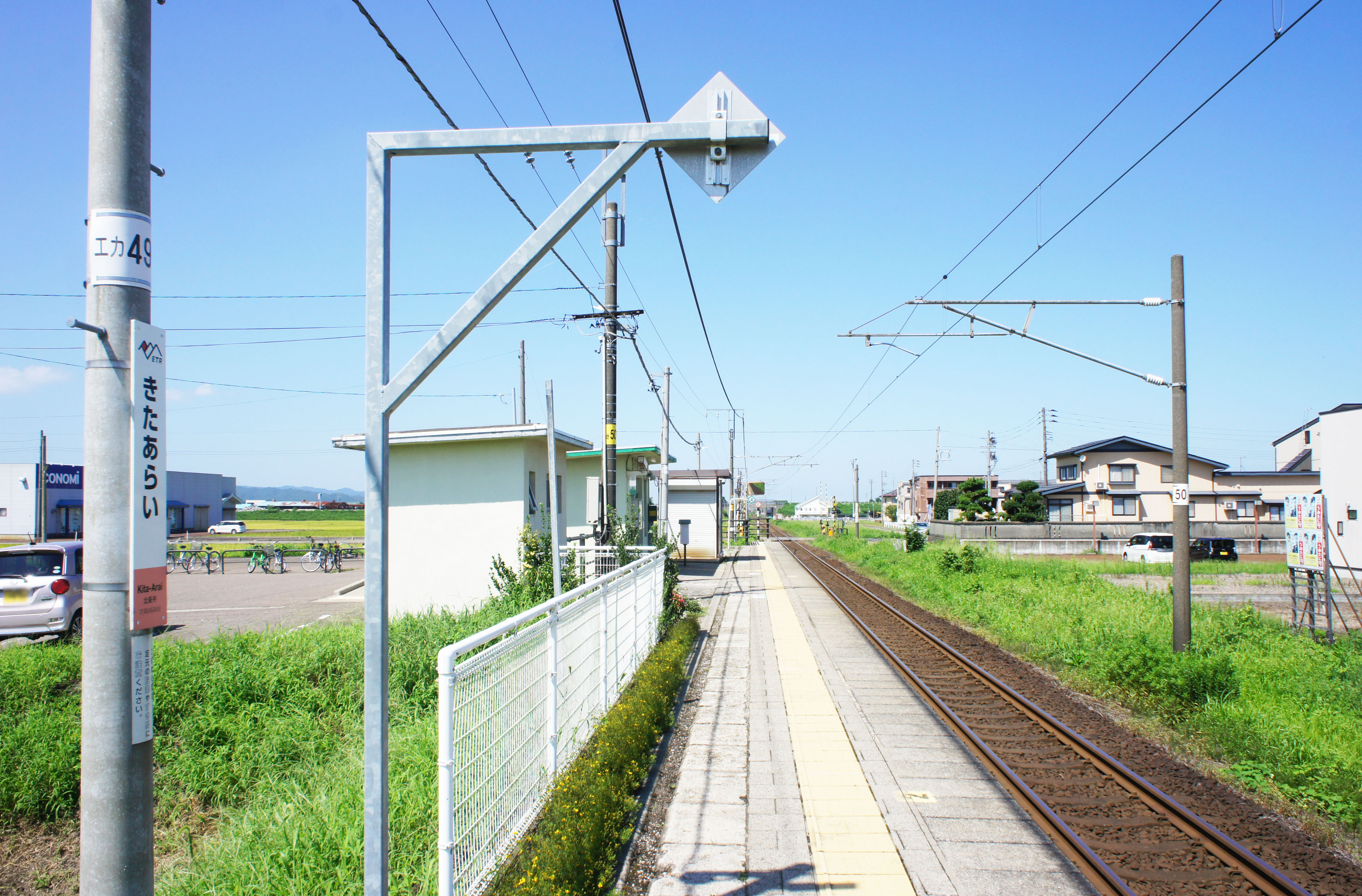
月台(2021年8月)

## 車站結構
本站的站房為以水泥建成的單層簡易式站房，站內設有自動售票機1部及候車座椅，其餘設施均欠奉。車站正門旁設有自動販賣機，洗手間則為位站外右側的獨立建築物。
站內只設有1個側式月台，列車無法在此交換，有效長度為6輛。整個月台均為露天設計，進入月台範圍後，近站房旁邊有1座附有捲閘的小型組合屋，現作為儲物室。列車靠站時往直江津方向為左側上落；往妙高高原方向則為右側上落。

### 月台配置
| 路線        | 方向 | 目的地                        |
| ----------- | ---- | ----------------------------- |
| ■妙高躍馬線 | 上行 | 新井、二本木、妙高高原方向    |
| ■妙高躍馬線 | 下行 | 直江津、經■信越本線往新潟方向 |

## 歷史
- 1955年7月15日：開業[4]。
- 1987年4月1日：國鐵分割民營化，車站由東日本旅客鐵道承繼。
- 2012年5月1日：設立「名譽站長」[1]。
- 2015年3月14日：隨北陸新幹線長野站～金澤站間延伸開業，JR東日本信越本線直江津～妙高高原轉由越後心跳鐵道營運。

## 使用人數
只紀錄轉移至後心動鐵路後的資料。
| 乘車人員推算 | 乘車人員推算     |
| 年度         | 1日平均 乘車人員 |
| ------------ | ---------------- |
| 2015         | 253              |
| 2016         | 254              |
| 2017         | 256              |
| 2018         | 248              |
| 2019         | 240              |
| 2020         | 190              |
| 2021         | 204              |
| 2022         | 208              |
| 2023         | 221              |

## 相鄰車站
越後心跳鐵道
■妙高躍馬線
■快速（直通信越本線）、■普通
新井－北新井－上越妙高

## 外部連結
- 越後心跳鐵道北新井站介紹。 （页面存档备份，存于）（日語）